# Duchess
Duchess — песня британской рок-группы The Stranglers, девятым треком вошедшая в четвёртый студийный альбом группы The Raven, выпущенный в сентябре 1979 года лейблом United Artists Records. «Duchess» (композиция всех четырёх участников группы) вышла синглом и поднялась до 14# в UK Singles Chart. Видеоклип к синглу, в котором музыканты изображали участников церковного хора, признанный богохульственным, был запрещён к показу на BBC.

## Отзывы критики
Как отметил рок-критик Стюарт Мэйсон, песня «Duchess» явилась полнейшей неожиданностью для тех, кто привык видеть в The Stranglers «с этим их нагло-вызывающим поведением и с музыкой, соединившей претенциозность The Doors с паб-роковым битом, почти самопародию». Отмечая синтезаторную мелодичность Дэйва Гринфилда и фуззовый бас Бернела, рецензент Allmusic называет песню «обезоруживющим пауэр-поп-образцом», с неожиданными гармониями в духе The Hollies.

## Содержание
«Герцогиня с Террасы так и не повзрослела. Надеюсь, этого не случится никогда» (англ. Duch of the terrace never grew up. I hope she never will) — такими словаим начинается песня, текст которой напоминает живописную зарисовку, натюрморт. Её персонаж неподвижен, как и её дом, как и картинка на экране сломавшегося телевизора (англ. Broken down TV sits in the corner. Picture’s standing still). Ничего не происходит: дом кажется пустым и безмолвным (англ. And it sounds like an empty house Standing still. And it's quieter than a mouse. Standing still). Герцогиня занята тем, что убивает время, которого у неё предостаточно (англ. Says she's got time to kill. Time to kill).
Герцогиня не знает ничего, кроме собственной родословной. Стоит только ей произнести слова — что «…она — наследница, дочь Генри и — ей нужен мужчина» («Боже сохрани!» — следует повторяющаяся реплика). (англ. Knows all her history in the family. Needs a man God forbid! God forbid!), как «…все эти Родни <сокращение от аристократического „Родерик“> уже выстраиваются в очередь. Боже сохрани!» — Многократным повторением этих слов и завершается песня.

## Участники
- Хью Корнуэлл — гитара, вокал
- Жан-Жак Бернел — бас-гитара, бэк-вокал
- Дэйв Гринфилд — клавишные, бэк-вокал
- Джет Блэк — ударные
- Продюсер — Алан Уинстенли
- Звукоинженер — Стив Чёрчъярд
- Дизайнер — Джон Пэш (англ. John Pasche)

## Издания
- 1979 — The Raven EMI Music Distribution
- 1980 — Stranglers IV IRS
- 1982 — The Collection 1977-1982 2:33 EMI Music
- 1989 — Singles (The UA Years) 2:31 Liberty Records
- 1990 — Greatest Hits 1977—1990 2:30 Epic Records
- 1992 — The Old Testament 2:30 EMI Europe Generic
- 1996 — Saturday Night Sunday Morning Castle Music Ltd.
- 1996 — Saturday Night Eagle Rock
- 1997 — 1979: A Time to Remember 2:35 A Time To Remember
- 1997 — Access All Areas 2:11 Voiceprint Records
- 1997 — Friday the Thirteenth: Live at the Royal Albert Hall Tokuma Records
- 1997 — Friday the Thirteenth: Live at the Royal Albert Hall 2:20 Cleopatra Records
- 1997 — The Best of the Stranglers [Promo] 2:13 Daily Star
- 1997 — The Hit Men 1977—1991 2:30 EMI Music Distribution
- 1998 — BBC Sessions: Live at Hammersmith Odeon 81 2:30 EMI Music Distribution
- 1999 — Hits and Heroes 2:30 EMI Music Distribution
- 1999 — Postpunk Chronicles: Scared to Dance 2:32 Rhino
- 1999 — Punk, Proud & Nasty 2:20 Cleopatra
- 2001 — 5 Live 01 2:25 SPV
- 2001 — The UA Singles '77-'79 :20 EMI Music Distribution
- 2001 — The Very Best Stranglers Album Ever 2:30 EMI Music Distribution
- 2002 — Clubbed to Death: Greatest Hits Remixed 4:58 Stable
- 2002 — Lies and Deception 2:20 Snapper
- 2002 — Live in Poland SMD
- 2002 — Peaches: The Very Best of the Stranglers 2:28 EMI Music Distribution
- 2003 — Apollo Revisited 2:39 Dynamic
- 2003 — Glasgow Apollo 23.11.81 4:20 Import
- 2003 — Live at the Apollo '81 2:30 Zenith
- 2003 — Live N Sleazy 2:20 Import
- 2003 — The Video Collection 1977—1982 2:29 Capitol Records
- 2005 — Peaches — Golden Brown — Strange Little Girl 2:26 EMI Music Distribution
- 2006 — Very Best of the Stranglers 2:30 BMG International
- 2007 — Story So Far 2:31 EMI Music Distribution
- 2007 — The Stranglers [Black Box] 2:18 Black Box
- 2007 — Top of the Pops 1979 2:31 EMI Records
- 2008 — This Is 1979 2:32 Mixed Repertoire
- 2008 — Top of the Pops Collection [43 CD] EMI Gold
- 2009 — Dorfpunks 2:29 PIAS [3]